# Municipio de Jalpan de Serra

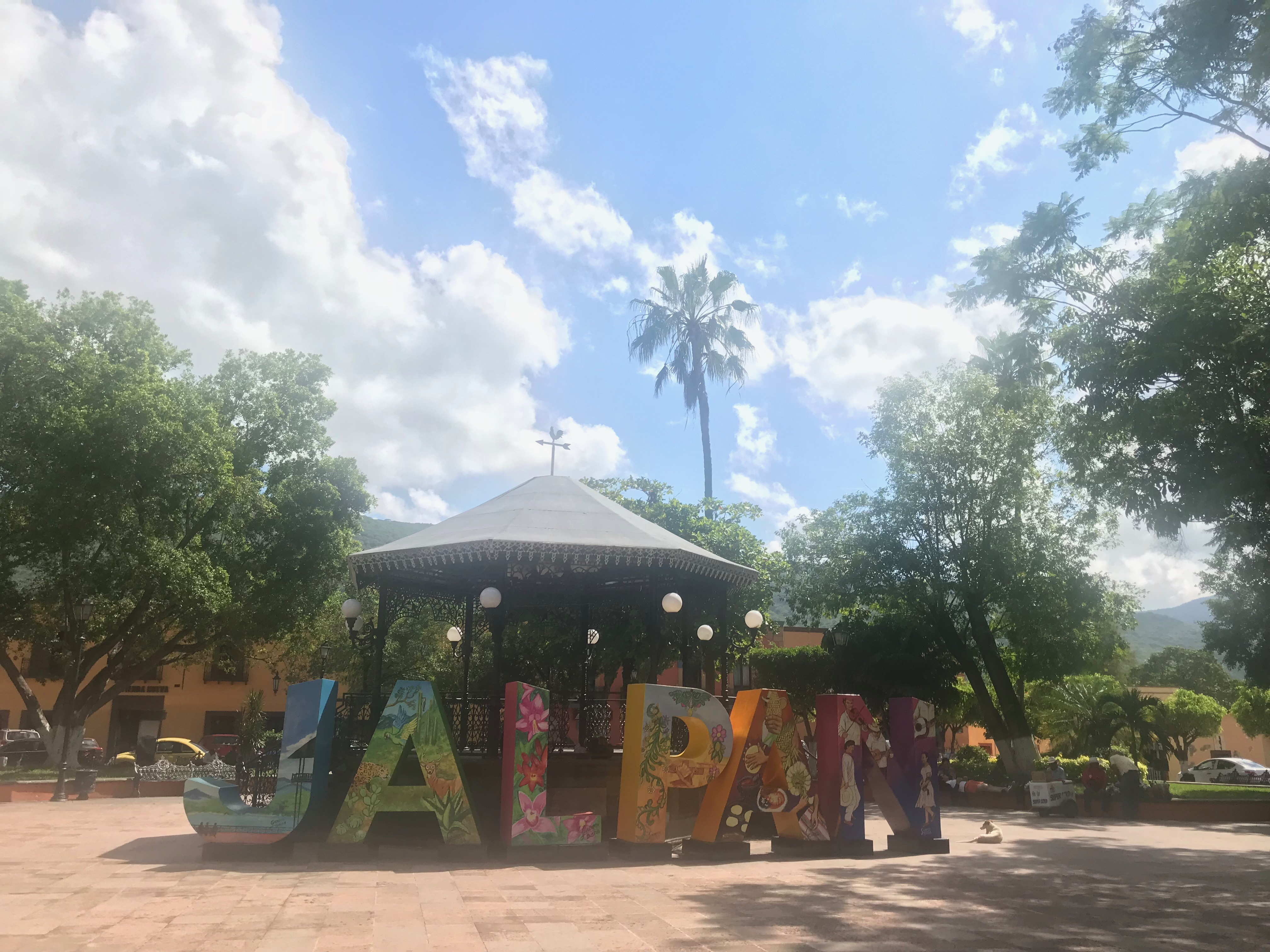
Plaza Jalpan de Serra

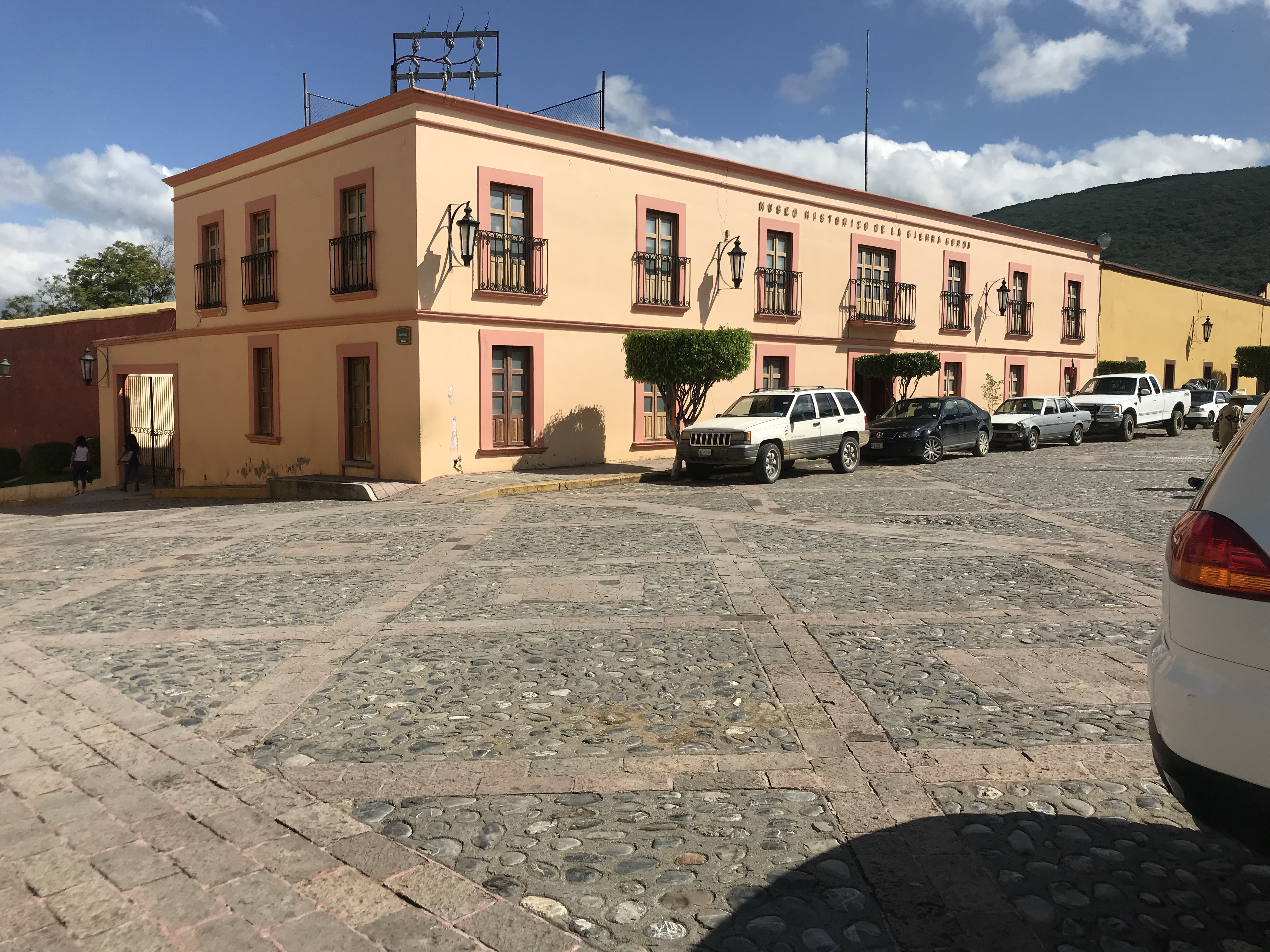
Museo Histórico de la Sierra Gorda

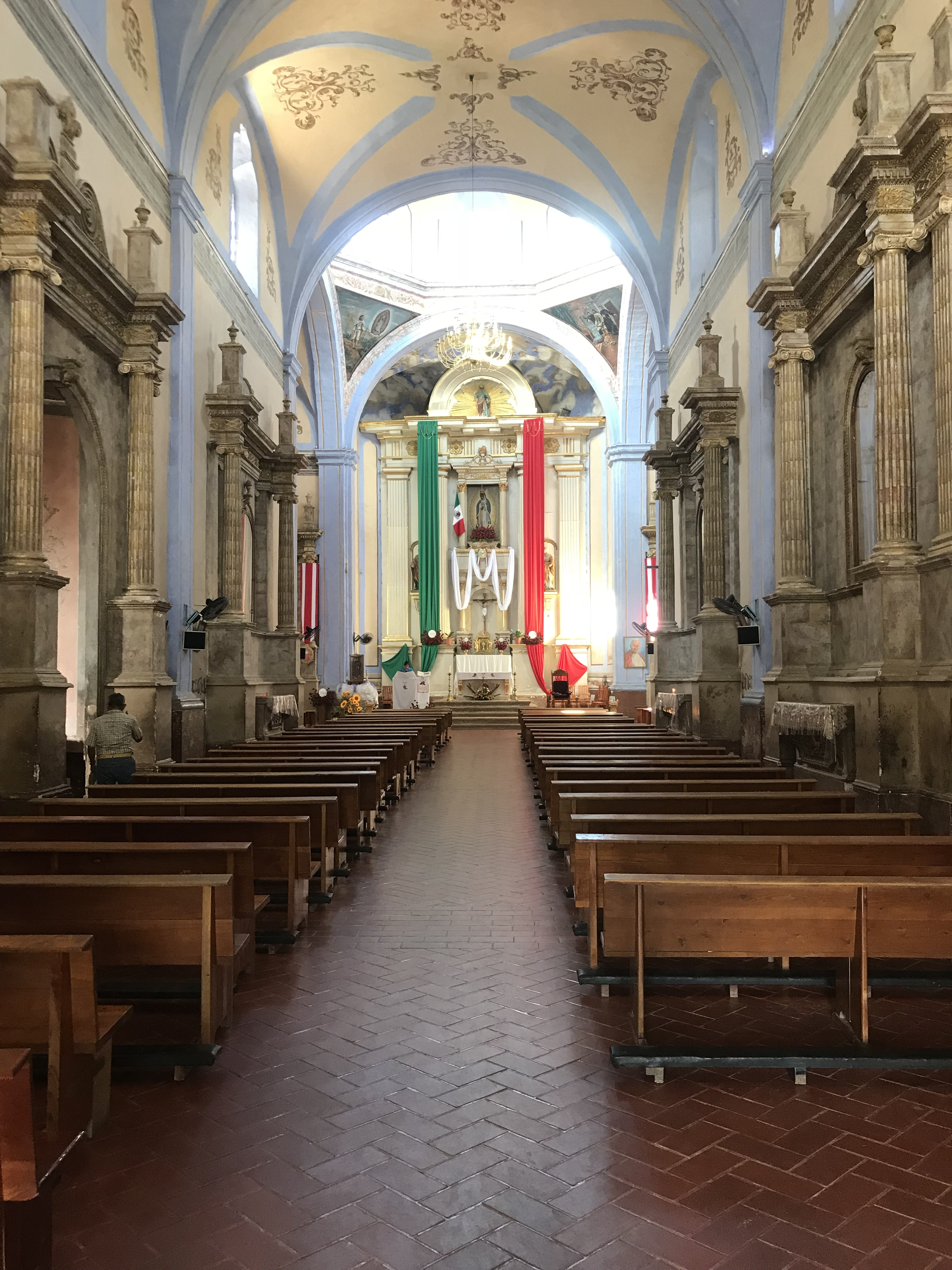
Interior de la Misión Santiago Apóstol. Vista frontal de la entrada.

El municipio de Jalpan de Serra es un Municipio situado en el estado de Querétaro, en México. Según el censo de 2020, tiene una población de 27 343 habitantes.
La palabra jalpan es de origen náhuatl y significa "lugar sobre arena". Se deriva de xall, que significa "arena", y pan, que significa "sobre".
Se localiza en la parte norte del estado de Querétaro, entre las coordenadas geográficas: 21°06' y 21°40' de latitud norte y 99°06' y 99°33' de longitud oeste. Su altitud varía entre los 200 y los 2440 metros sobre el nivel del mar. Su extensión territorial es de 1181.11 km².
El clima es predominantemente semicálido subhúmedo. Forma parte de la Reserva de la Biósfera Sierra Gorda.
En su territorio se encuentran dos de las cinco misiones franciscanas declaradas Patrimonio Cultural de la Humanidad por la UNESCO en 2003, y forma parte del Programa Pueblos Mágicos de la Secretaría de Turismo Federal.

## Historia
Se considera que los primeros pobladores de estas tierras fueron de origen olmeca. A partir del siglo XIII los pames entraron en contacto con los pobladores locales aprendiendo a cultivar las tierras. En 1537, se inicia de forma generalizada la conquista de la Sierra Gorda por parte de los españoles y una de las estrategias fue el envío de misioneros Dominicos, Agustinos y Franciscanos que promovían la evangelización y edificaban Misiones de adobe y paja. En 1743, José de Escandón inició la pacificación militar de la región derrotando a los chichimecas en la batalla del cerro de la media luna. y poco después los misioneros iniciaron una labor social introduciendo la cultura y la espiritualidad a los pueblos. En 1744 se funda el pueblo de Jalpan y da inicio la construcción de las Misiones de Jalpan, Landa, Tilaco, Tancoyol y Concá gracias a la participación de la Orden Franciscana del Colegio de San Fernando. también hubo la ubicación de 54 familias provenientes de Querétaro que se establecieron en la región. En 1750 llega Fray Junípero Serra a la Misión de Jalpan, y junto con Fray Francisco Palou, inician la tarea de integrar social y espiritualmente a la cultura cristiana a los indígenas de la sierra, construyendo para tales fines el templo de Jalpan, erígido entre 1750 y 1758.
Ya en épocas de la independencia Mexicana, en Jalpan surge un fuerte movimiento insurgente comandado por el capitán Elosúa, pero el ejército realista los derrota en 1819 y son quemadas las casas y bodegas del pueblo, quedando en ruinas. En 1880, se construye un camino de terracería que comunica con la capital, hecho que generó un gran desarrollo económico para la zona. En 1904, Jalpan de Serra fue reconocida como Ciudad, y desde 1962, ha mantenido un crecimiento económico logrando tener energía eléctrica, agua potable y carreteras pavimentadas.
El movimiento revolucionario de 1910 alcanzó su expresión en Jalpan con la actividad de Herminio Olvera, formándose un grupo en apoyo de Francisco I. Madero llamado “Club Aquiles Serdán”, mismo que presidió Policarpo Olvera. Existieron revolucionarios jalpenses que combatieron a los huertistas en 1913, como el Coronel de la Peña, Conrado Hernández Medina, Julián Malo Juvera y el  general Lucio Olvera, entre 1914 y 1924.
En 1976 Jalpan cambia su nombre a Jalpan de Serra en honor al evangelizador de la región y como resultado de la firma de un Pacto de Hermandad con la Ciudad de Petra de Mallorca.
La UNESCO declaró Patrimonio de la Humanidad a las Misiones Juniperianas de la Sierra Gorda el 5 de julio de 2003.

## Educación
```
En la cabecera y las comunidades se cuenta con la siguiente infraestructura educativa 3 instituciones de nivel inicial como son el Cendi DIF, Cendi Montero y Centro Infantil CREJAL, 53 instituciones de nivel Preescolar, de los cuales 14 son administrados por USEBEQ y 39 dependen de CONAFE, por lo que respecta a nivel primaria se tienen 59 escuelas de las cuales 49 corresponden a USEBEQ y las 10 restantes a CONAFE, se tienen 20 escuelas de nivel secundaria 13 de las cuales están trabajando en la modalidad de telesecundarias, 1 como secundaria técnica y dos más como secundarias generales, y 1 del Instituto de Excelencia educativa, así como 3 en la modalidad de secundarias comunitarias, tenemos Usaer 1, Usaer 12, Usaer 17 y el CAM. Tenemos también 3  instituciones de nivel medio superior como son Colegio de Bachilleres, un Emsad Educación Media Superior a distancia en la delegación de Tancoyol y asimismo las instituciones de nivel superior son 5, siendo estas, La Universidad Autónoma de Querétaro, Universidad Tecnológica de San Juan del Río Unidad Jalpan, Eneq, Cestec, Universidad Pedagógica Nacional en la que se imparten Maestrías dirigidas a docentes principalmente. Asimismo por parte del Departamento de Postgrado de la Universidad Autónoma de Querétaro, iniciar la Primera Maestría de la UAQ en enero de 2010.
```

A través de CONAFE se atiende una población con educación inicial a nivel regional. Se cuenta en el municipio con el Instituto nacional para la Educación de los Adultos, en los niveles de primaria y secundaria.
Asimismo una opción más para acceder a la educación son los CCA Centros Comunitarios de Aprendizaje en los cuales se pueden hacer cursos, diplomados, licenciaturas en línea.  Está también el plantel Jalpan del Instituto de Capacitación para el Trabajo del Estado de Querétaro (ICATEQ).

## Cultura
Frente a la plaza principal se encuentra el Museo Histórico de la Sierra Gorda, que exhibe objetos prehispánicos. También cuenta con artesanías y réplicas de las fachadas de las cinco misiones franciscanas (declaradas Patrimonio de la Humanidad por UNESCO en 2003).
La festividad más importante está dedicada al Santo Niño de la Mezclita y se celebra los días 5 y 6 de enero. El 25 de julio se conmemora al Santo Patrón de Jalpan, Apóstol Santiago. En estas fechas se realizan procesiones y quema de juegos pirotécnicos.
Los platillos típicos son enchiladas serranas, cecina, acamaya, pacholes, atole de teja y tostadas con pollo, así como los tamales de picadillo, de pollo rojo y verde y el zacahuitl.

## Turismo
Jalpan fue nombrado Pueblo Mágico en el 2010 y se encuentra en el corazón de la Sierra Gorda. La belleza natural se complementa con las diversas expresiones culturales y la magnificencia del arte barroco de las misiones franciscanas, legado de Fray Junípero Serra. La Presa Jalpan entró en la lista de sitios Ramsar desde 2004 gracias a su importancia ecológica al ser un humedal y recibir aves migratorias. 
En Jalpan se encuentran dos de las Misiones Franciscanas de Querétaro: Santiago de Jalpan, Nuestra Señora de la Luz de Tancoyol por lo que mucha gente interesada en el turismo religioso acude a este Pueblo Mágico para conocer acerca del legado de la religión católica en nuestro estado. Al estar en la Sierra Gorda, Jalpan cuenta con varios atractivos naturales en donde se pueden practicar actividades como senderismo, ciclismo de montaña, pesca deportiva y observación de flora y fauna.
- Misión Santiago de Jalpan. Fue  la primera de las cinco misiones, construida entre 1752 y 1758 por Fray Junípero Serra como una labor evangelizadora.

- Misión  Nuestra Señora de la Luz de Tancoyol. Es posible que su autor sea Fray Juan Ramos de Lora. Su portada es iconográficamente la más elaborada de las cinco misiones.

- Arqueológica de Tancama. En este lugar se asentó la cultura huasteca y tuvo su máximo esplendor entre los años 700 a 900 de nuestra era. Está conformada por tres plazas en desnivel que simula la forma de un cerro aledaño. Tenía funciones ceremoniales y astronómicas.

- Museo Histórico de la Sierra Gorda. Fue construido en el siglo XVI, anteriormente era conocido como el Fuerte de Jalpan pues funcionó como fuerte militar por muchos años. Posteriormente fungió como cárcel regional y actualmente es un museo en donde se resguarda el patrimonio cultural e histórico de la Sierra Gorda.

- Presa Jalpan. Se encuentra a tan solo 1.5 km del centro. En la presa la gente puede practicar pesca deportiva, dar paseos en lancha o kayak y, en sus alrededores, ciclismo de montaña y senderismo. En el 2004 la Presa se incluyó en la lista de Sitios Ramsar por ser un humedal importante para la recepción de aves migratorias.

- Río Jalpan. Es el camino que lleva a la presa Jalpan. En las orillas se pueden realizar paseos en bicicleta, caminando o a caballo.

- Río Santa María. Se encuentra muy cerca del pueblo de Tancoyol. Está rodeado por vegetación y se pueden observar distintos tipos de aves.

- Tanchanaquito. Río de agua cristalina ubicado entre el límite con San Luis  Potosí.

## Cronología de prefectos políticos y presidentes municipales
- Prefectos Políticos
- Francisco Altamirano 				1891-1907
- Manuel Pedraza 					1907
- Jesús Pedraza 					1908
- Ignacio Pedraza 				1908
- Francisco Pedraza 				1909
- Ignacio Pedraza 				1910
- Evaristo Del Rello 				1910
- Lázaro Montes 					1910

- Presidentes Municipales Constitucionalistas
  - Policarpo Olvera Rodríguez			1911
  - Pedro Flores 					1912
  - Trinidad Rivera 				1913
  - Conrado Aguilar 				1913-1914
  - Simeón Mayorga 					1914
  - Aristeo Trejo 					1914
  - Conrado Aguilar					1915-1916
  - Zacarías Castillo 				1916-1917
  - Miguel Rivera 					1917
  - José Ma. Altamirano 				1917-1919
  - Graciano Vega 					1919-1920
  - Miguel Rivera 					1920
  - José M. de la Torre 				1920
  - José Guzmán 					1920
  - Paulino Ledesma 				1920-1921
  - Miguel Rivera 					1921
  - Filomeno Medina 				1921
  - Pedro Rivera 					1921-1923
  - Filomeno Medina 				1923-1925
  - Ángel Leyva 					1925
  - David Acuña 					1925-1926
  - Policarpo Olvera Rodríguez 			1926
  - Casimiro Pedraza 				1926-1927
  - Rafael S. Montes 				1927
  - Rosendo Montes 					1928
  - Enrique Montoya 				1928
  - José Guzmán 					1928
  - Félix Trejo 					1928
  - Lucio Olvera 					1928-1930
  - José Ma. Pedraza 				1931
  - Rafael S. Montes 				1931
  - José Rendón 					1931-1932
  - Santiago Ledesma 				1933
  - Ulises Rubio					1933-1934
  - José Rendón 					1934-1935

- Presidentes de la Junta de Administración Civil
  - José Guerra 					1935
  - Miguel Méndez					1935
  - Rene E. Ángeles					1935
  - Agustín Posada Carrete 				1935

- Presidentes Municipales Constitucionales
  - Genaro Canto 					1935-1937
  - Rómulo Vega 					1937-1939
  - Pedro Montes Montoya 				1939-1941
  - David Ramírez Aldape 				1941-1943
  - José Trejo Olvera 				1943-1946
  - Martin L. Vega 					1946-1949
  - Cutberto Olvera 				1949-1952
  - J. Jesús Rocha Montes 				1952-1955
  - Prof.José Beda Olvera Trejo 			1955-1958
  - Tomas Altamirano Ledesma 			1958-1961
  - Erasmo Pedraza Sánchez 				1961-1964
  - Gabriel Pedraza Ledesma 			1964-1967
  - J. Jesús Rocha Pedraza 				1967-1970
  - Prof. Mario Ramírez Martínez 			1970-1973
  - Lic. Homero Trejo de la Vega 			1973-1976
  - Prof. Francisco Trejo Mejía 			1976-1979
  - Ing. Edgardo Rocha Pedraza 			1979-1982
  - Javier Martínez Reséndiz			1982-1985
  - Prof. Antonio Trejo Mejía 			1985-1988
  - Lic. Pedro Torres Sauceda 			1988-1991
  - C.P. Víctor Manuel Pedraza Rodríguez 		1991-1994
  - Ing. Raúl Pérez Cabrera 			1994-1997
  - Ing. Mario Ulises Ramírez Altamirano 		1997-2000
  - M.V.Z. Leodegario Ríos Esquivel 		2000-2003
  - Ing. Rigoberto Torres Sauceda 			2003-2006
  - C.P. Guillermo Rocha Pedraza 			2006-2009 PAN
  - Lic. Miguel Ángel Torres Olguín 		2009-2012 PAN
  - Saúl Gildardo Trejo Altamirano			2012- 2015
  - Q.F.B Selene Salazar	2015 -2018 PAN
  - Celia Amador Enriquez 2018- 2021 PRI
  - Efrain Muñoz Cosme 2021-2024 INDEPENDIENTE

## Personas destacadas
- Manuel Gómez Pedraza y Rodríguez (22 de abril de 1789 - 14 de mayo de 1851) fue un militar y político mexicano que se desempeñó como Presidente de México entre 1832 y 1833 Nacido en Jalpan de serra
- Fray Pedro Pérez de Mezquia -  Fundador de la Misión Fernandina de Santiago de Jalpan el 20 de abril de 1744.
- Fray Junípero Serra Ferrer - Perfeccionó y culminó la Misión Fernandina.
- Gral. Rafael Olvera - Comandante militar, hacendado y gobernador del estado de Querétaro.
- Policarpo Olvera - Revolucionario de 1911 así como presidente del Club Aquiles Serdán.
- Gral. Lucio Olvera - Revolucionario
- Tomas Altamirano Ledesma - Presidente municipal.